# Miguel Pereira dos Santos
Miguel Pereira dos Santos nasceu em Recife, em 12 de julho de 1943. Filho de Pedro Francisco dos Santos e Helena Pereira dos Santos, era bancário por profissão e ávido militante de oposição à ditadura militar brasileira. Membro do Partido Comunista do Brasil (PCdoB), ele participou da Guerrilha do Araguaia, como Integrante do Destacamento C das Forças Guerrilheiras, onde desapareceu, em 20 de setembro de 1972. É um dos casos investigados pela Comissão da Verdade, que apura mortes e desaparecimentos na ditadura militar brasileira.

## Biografia
Nascido em Recife, mudou-se com a família para São Paulo em 1964, ano da tomado do poder pelos militares. No mesmo ano concluiu o curso científico no Colégio de Aplicação da Universidade de São Paulo, o qual equivale ao ensino médio atual. Trabalhava no Banco Intercontinental do Brasil.

## Militância
A militância em sua vida se iniciou cedo, filiando-se ao Partido Comunista e, em 1965, começou a ser perseguido devido à sua atuação política. Na mesma época, passou a viver na clandestinidade. O Departamento de Ordem Política e Social (DOPS) chegou a interrogar sua mãe, Helena Pereira dos Santos, mostrando-lhe fotocópias de documentos enviados pela Agência Central de Inteligência (CIA), dizendo que Miguel esteve na China.
Em 21 de novembro de 1968, o jornal Folha de S.Paulo chegou a publicar a seguinte informação na matéria “China Prepara Brasileiros para Fazerem Guerrilha em Nosso País”: "[…] foram vistos quando entravam ou saíam da China Comunista e é provável que a CIA (Serviço de Inteligência dos EUA) tenha colaborado com as autoridades brasileiras para sua identificação. O DOPS tem a fotografia de todos eles […]". 
Voltou ao Brasil clandestinamente em 1966, após fazer o treinamento de guerrilha na China. Inicialmente estabeleceu-se em Praia Chata, no norte de Goiás, às margens do rio Tocantins e, posteriormente, no sul do Pará, na localidade de Pau Preto. Integrou-se ao Destacamento C da Guerrilha do Araguaia, onde ficou conhecido como Cazuza. 

## Desaparecimento
Miguel participou ativamente da Guerrilha do Araguaia, onde teria desaparecido em 1972.  Durante a II Campanha do Exército contra a guerrilha, denominada “Operação Papagaio”, Miguel foi o primeiro guerrilheiro a desaparecer. 
Cerca do dia 20 de setembro de 1972, Cazuza e seu companheiro Vitor (José Toledo de Oliveira) iam se encontrar com outros três companheiros e acamparam perto de onde devia acontecer o encontro. À tarde ouviram o barulho de pessoas que passavam perto. Cazuza ouviu os companheiros e quis se encontrar com deles, mas Vitor não permitiu. Na manhã do dia seguinte, Cazuza convenceu Vitor a ir ao local onde teriam ouvido o barulho. Vitor insistiu para não irem ao ponto, mas acabou concordando. Miguel foi morto ao se aproximar do local do barulho. 
Conforme descrito no relatório de Operações da Manobra Araguaia, redigidas pelo general Antônio Bandeira, o "terrorista" Cazuza foi morto após uma emboscada realizada por uma esquadra. O reporte não contava com o nome de Miguel, que foi identificado apenas pelo pseudônimo pelo qual respondia entre os militantes. O jovem morreu no dia 20 de setembro de 1972, conforme informação do general Bandeira, responsável pelos interrogatórios no Pelotão de Investigações Criminais da Polícia do Exército, em Brasília. 
Conforme depoimento concedido por Regilena Carvalho Leão Aquino a estudantes de jornalismo, em 2002, um detento que estava na cela ao lado à sua afirmou que "a tropa que matou Cazuza, em choque casual no interior da mata, havia decepado sua mão direita para que, em uma das bases instaladas em vários locais da região, fossem identificadas as suas impressões digitais. Era 20 de setembro de 1972". A entrevista foi concedida fazendo menção ao processo que investigou os desaparecidos na Guerrilha do Araguaia. O processo foi movido pelos familiares das vítimas no ano de 1982.
A comissão especial de investigação das ossadas do cemitério de Perus, em 24 de julho de 1971, encontrou várias fichas e uma gaveta com a identificação "falecidos" nos arquivos do DOPS do Paraná, em que consta o nome de 17 militantes, entre eles o de Miguel Pereira dos Santos.

## Providências póstumas
No ano de 2010, a Organização dos Estados Americanos (OEA), por meio da Corte Interamericana de Direitos Humanos (CIDH), condenou o Estado brasileiro pelo desaparecimento de 62 pessoas na região do Araguaia, na Amazônia nacional. Dentre os desaparecidos investigados pela corte, está Miguel Pereira dos Santos. Seu nome consta da lista de desaparecidos políticos do anexo I, da lei 9.140/95..
Após a decisão e a divulgação da sentença, o Brasil foi obrigado a investigar, julgar e, quando necessário, punir os responsáveis pelos casos de desaparecimento investigados.
Pelo fato de os seus restos mortais nunca terem sido entregues aos familiares para um sepultamento próprio, Miguel é considerado como um desaparecido político. Segundo decidido pelo CIDH baseada no Direito Internacional, a obrigação do Estado em investigar este tipo de caso é mandatória, visto que "a gravidade do caráter continuado ou permanente da figura do desaparecimento forçado de pessoas, na qual o ato de desaparecimento e sua execução se iniciam com a privação da liberdade da pessoa e a subseqüente falta de informação sobre seu destino (...), têm caráter permanente e que suas consequências acarretam uma pluriofensividade aos direitos das pessoas reconhecidos na Convenção Americana, enquanto não se conheça o paradeiro da vítima ou se encontrem seus restos, motivo pelo qual os Estados têm o dever correlato de investigar e, eventualmente, punir os responsáveis. 

## Homenagem
São Paulo e Campinas (SP) deram o seu nome a ruas dessas cidades, em sua homenagem. 
Na cidade de São Paulo, a rua fica localizada no bairro Jardim Guanhembu, na zona Sul. Em Campinas, a Rua Miguel Pereira dos Santos se encontra no loteamento da Vila Esperança, a noroeste da cidade. 